# Đảo Nasan
Đảo Umm an Nasan (tiếng Ả Rập: ام النعسان) là hòn đảo lớn thứ 5 ở Bahrain.
Nó nằm về phía tây Manama, thành phố lớn nhất Bahrain 17,5 km (10,9 mi).

## Mô tả
Umm an Nasan thuộc sở hữu tư nhân của Thủ tướng Khalifa bin Salman Al Khalifa, hạn chế đi lại đến đây đối với công dân bình thường. Trên đảo có ba cung điện của nhà vua và các khu vườn. Ngoài ra, còn có một số lượng nhỏ của sơn dương đen trên hòn đảo này. Làng nhỏ ở Nasan nằm trên bờ biển phía tây, và có một số gia đình du mục chăm sóc hươu và linh dương của hòn đảo.

## Địa lý
Đảo nằm trong vịnh Bahrain ở phía tây của đảo Bahrain, và về phía đông của thành phố ven biển Khobar của Ả Rập Xê Út.

## Quản trị
Hòn đảo này thuộc về Tỉnh Phía Bắc.
- Cung điện phía bắc
- Cung điện Tây Nam
- Cung điện của biển
- Một ngôi làng
- Khu an ninh

## Giao thông
Đảo kết nối với đảo Bahrain thông qua King Fahd Causeway và kết nối với đảo Jidda qua Jidda Causeway.

## Thư viện ảnh

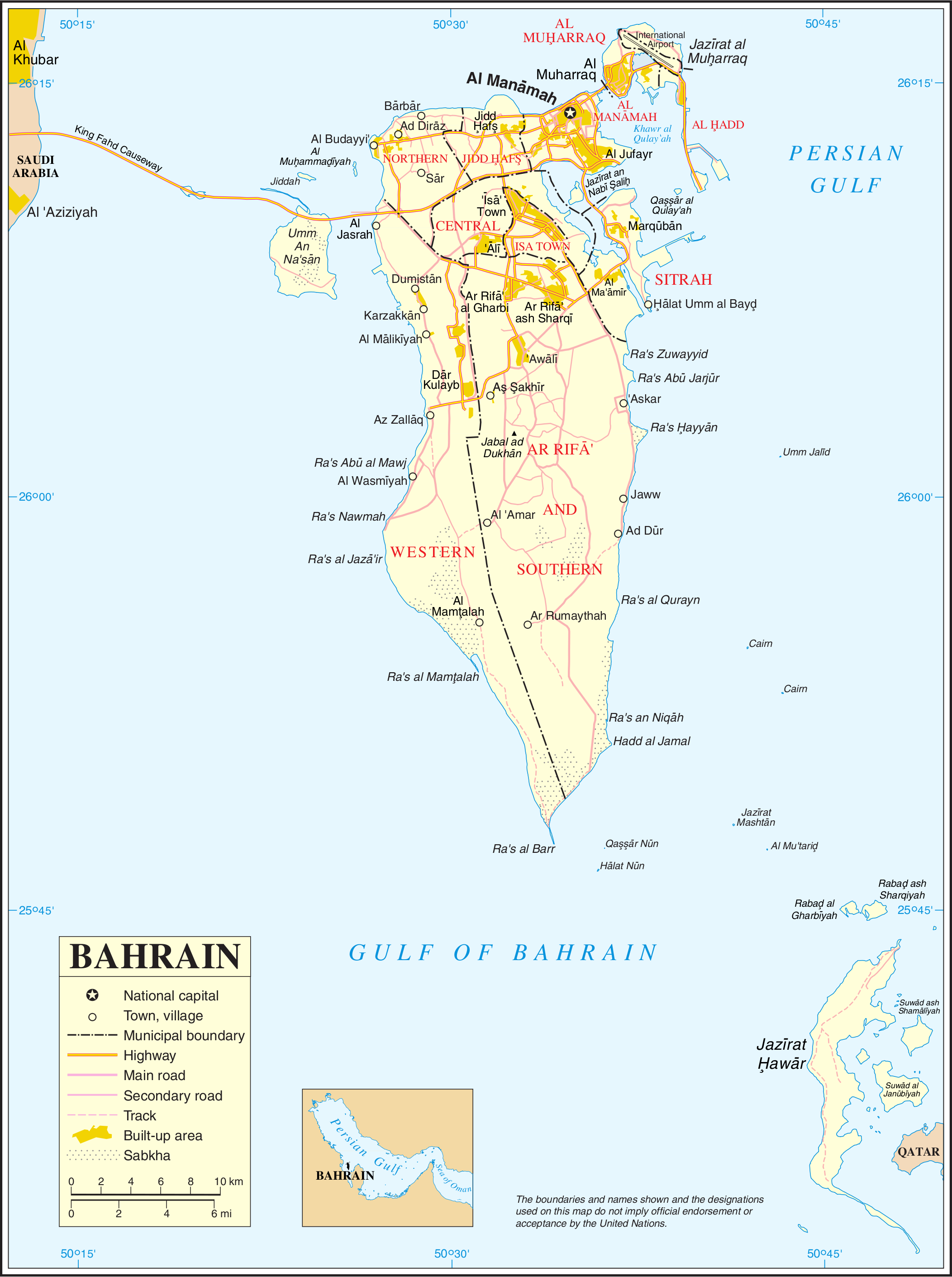
Bản đồ 1
Bản đồ Huyện
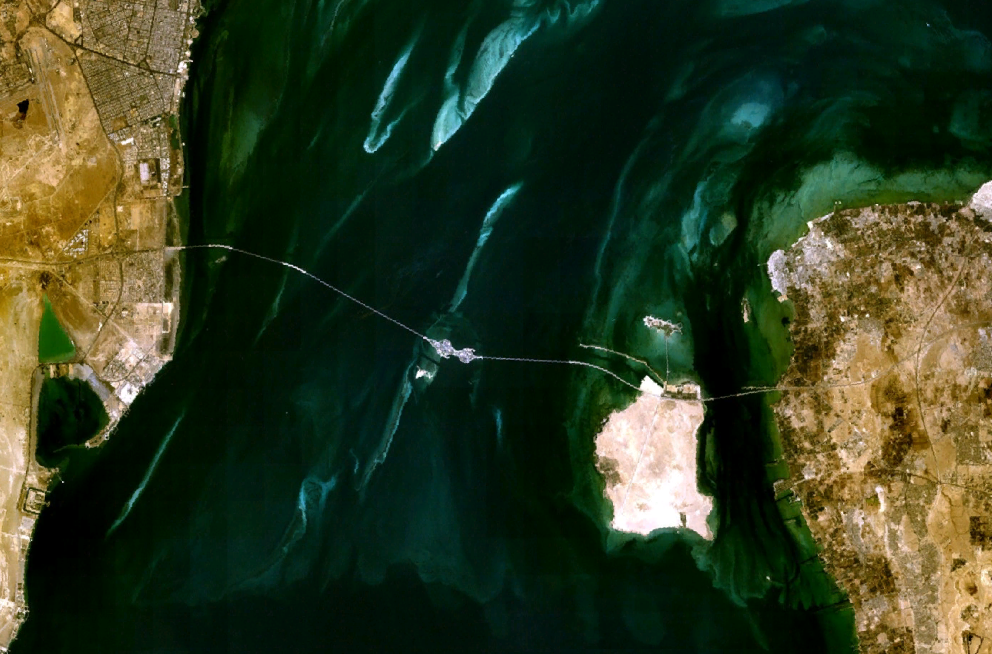
Umm an Nasan